# Mata da Corda
A chapada que se denomina Mata da Corda fica na região do Alto Paranaíba e Triângulo Mineiro de Minas Gerais, tendo como pórtico voltado para o nascente, o perfil paisagístico da serra da Saudade, constitui em platô que se estende das nascentes dos rios Indaiá e Borrachudo, formando um arco geométrico ligeiramente voltado para o poente de cerca de 20 léguas de comprimento e 6 a 8 de largura, terminando nos municípios de Patos de Minas e Presidente Olegário. A Mata da Corda é nascente do rio Abaeté, afluente do rio São Francisco e do rio Paranaíba, um dos formadores do rio Paraná.